# 자지라주
자지라주 또는 자지라 칸톤은 터키와 이라크 국경지대인 시리아 북동부에 위치한 로자바의 행정구역이다. 주도는 카미실리다. 이라크의 쿠르드 자치구(쿠르드자치구 실효지배 지역 포함) 지역과 국경을 접한다. 2015년 이전까지는 다른 로자바의 주와 서로 떨어져있었으나
2015년 6월에 이 지역과 코바니주를 연결하는 위치에 있는 텔아비아드를 점령하여 로자바의 유프라테스강 서쪽 지역은 모두 연결되어 있다.

## 같이 보기
- 로자바 분쟁
- 로자바
- 코바니주